# Fiat 8V
Fiat 8V (Fiat Otto Vu) — спортивний автомобіль італійського концерну Фіат. Був презентований на Женевському автосалоні 1952. Напередодні позначення було змінено з Fiat V8, оскільки запатентоване позначення V8 використовувала компанія Ford. Брав участь у чемпіонатах Італії класу GT об'ємом 2 літри, де був непереможним до 1959 року.
Менеджмент компанії основну увагу приділяв розвитку малолітражних авто і продажі Fiat 8V були не надто успішними. До 1954 було виготовлено 114 екземплярів у декількох модифікаціях з кузовами компаній Carozzeria Speciale FIAT (34 екз.), Zagato (32 екз.), Ghia* (Supersonic), Vignale*, Bertone, Balbo**, Pininfarina. Для американського ринку розробили модифікацію Fiat Otto Vu, яких виготовили лише 8 штук. Модель отримала незалежну підвіску, барабанні гальма на усіх колесах.
Мотор V8 з кутом розвалу блоків циліндрів 70° і об'ємом 1996 см³, потужністю 105 к.с. при 5600 об/хв. Мотор розробили Данте Джакоза і Луїджі Рапі для моделі представницького класу, яка не пішла у серійне виробництво.

## Галерея

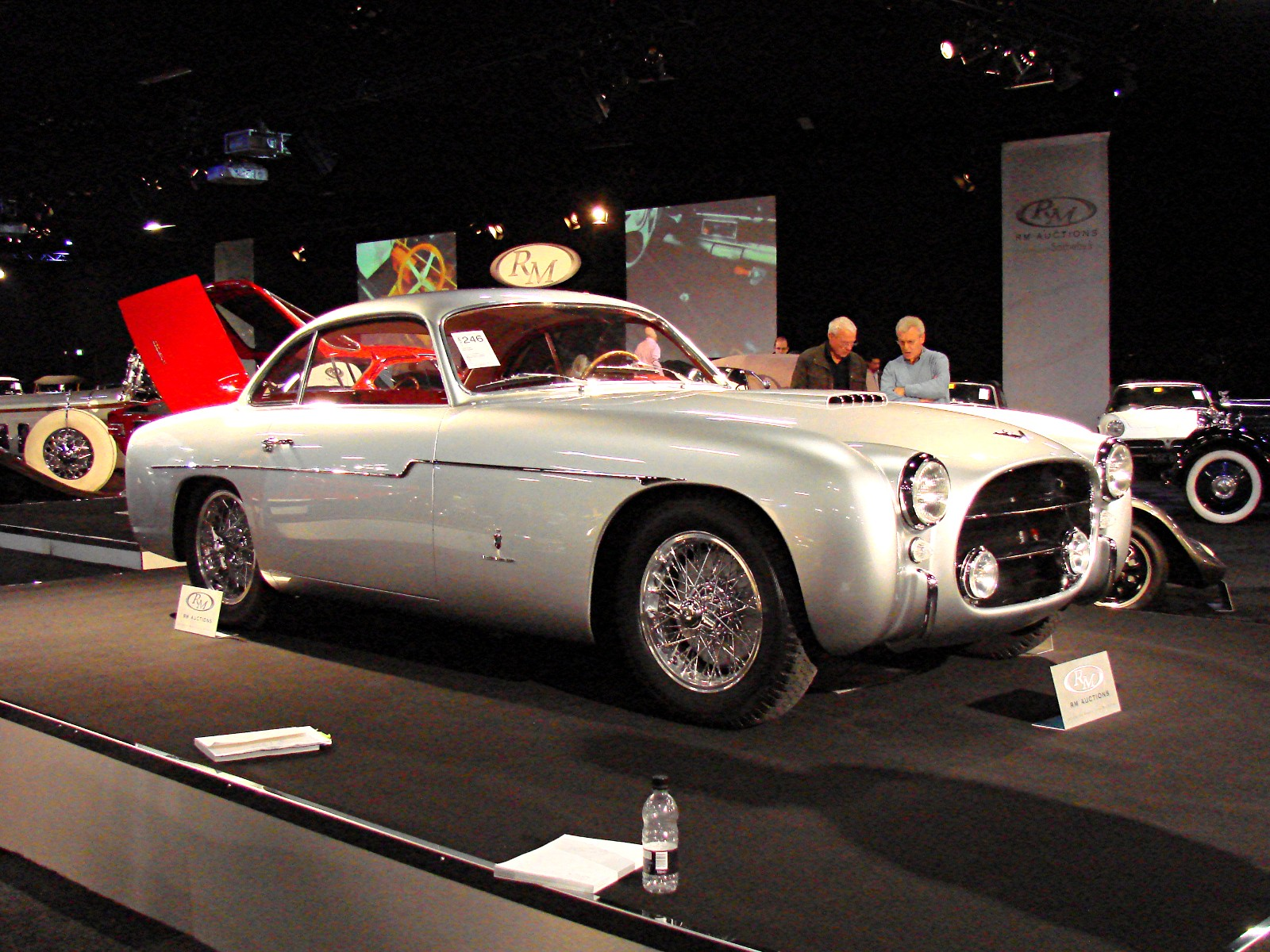
Fiat 8V. Coupe. Ghia
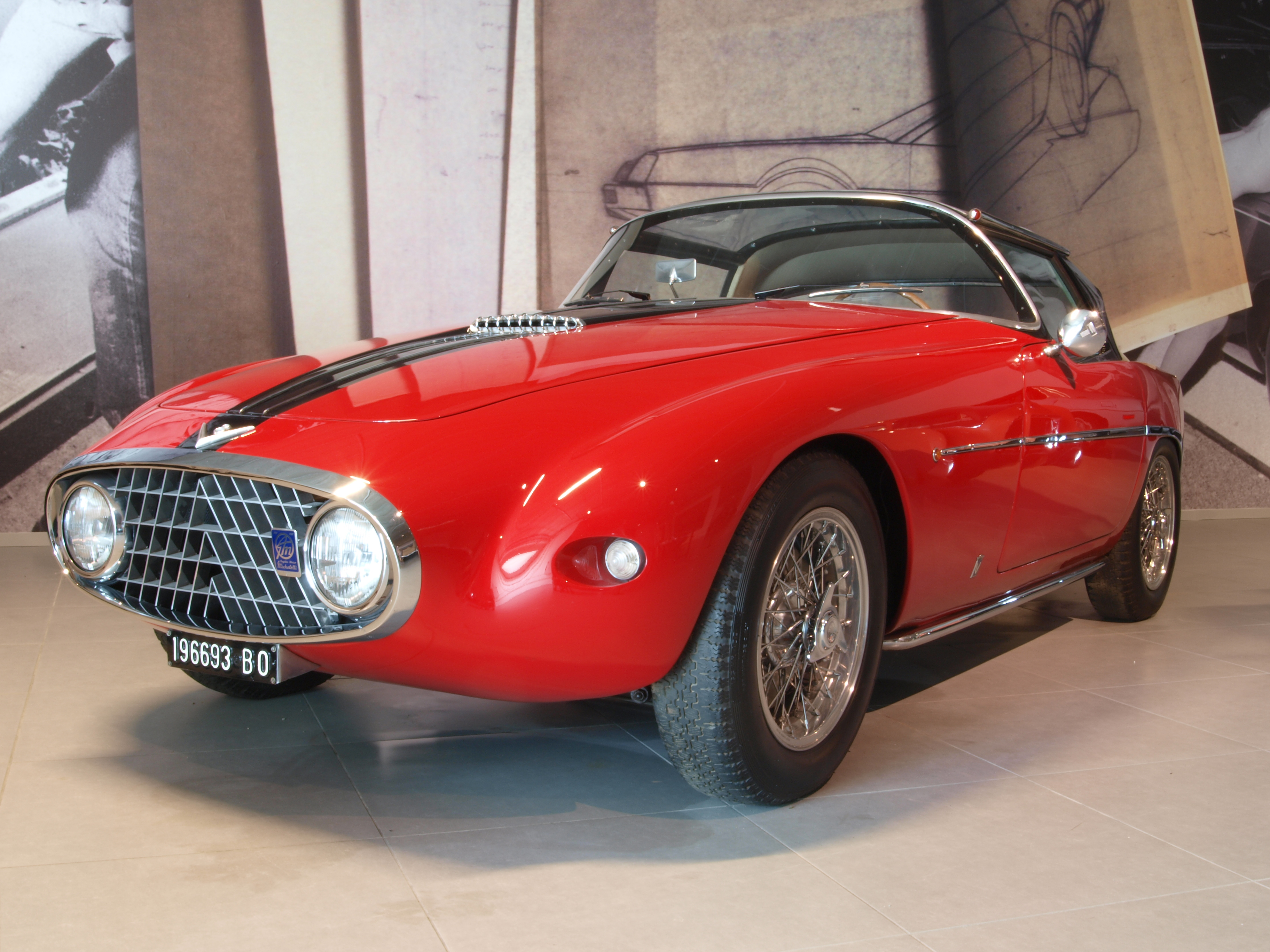
Fiat 8V. Demon Rouge. 1953
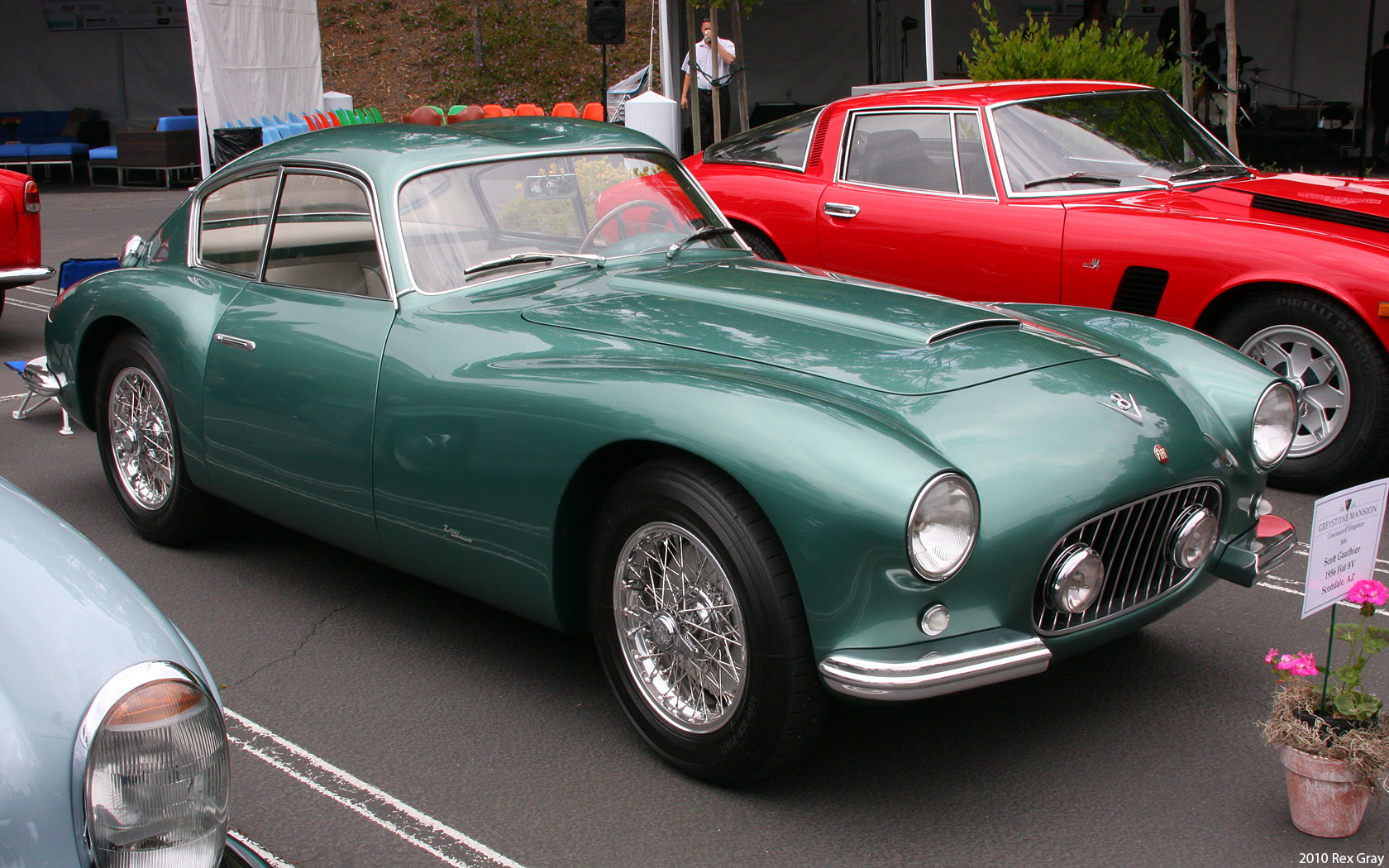
Fiat 8V. Elaborata Zagato
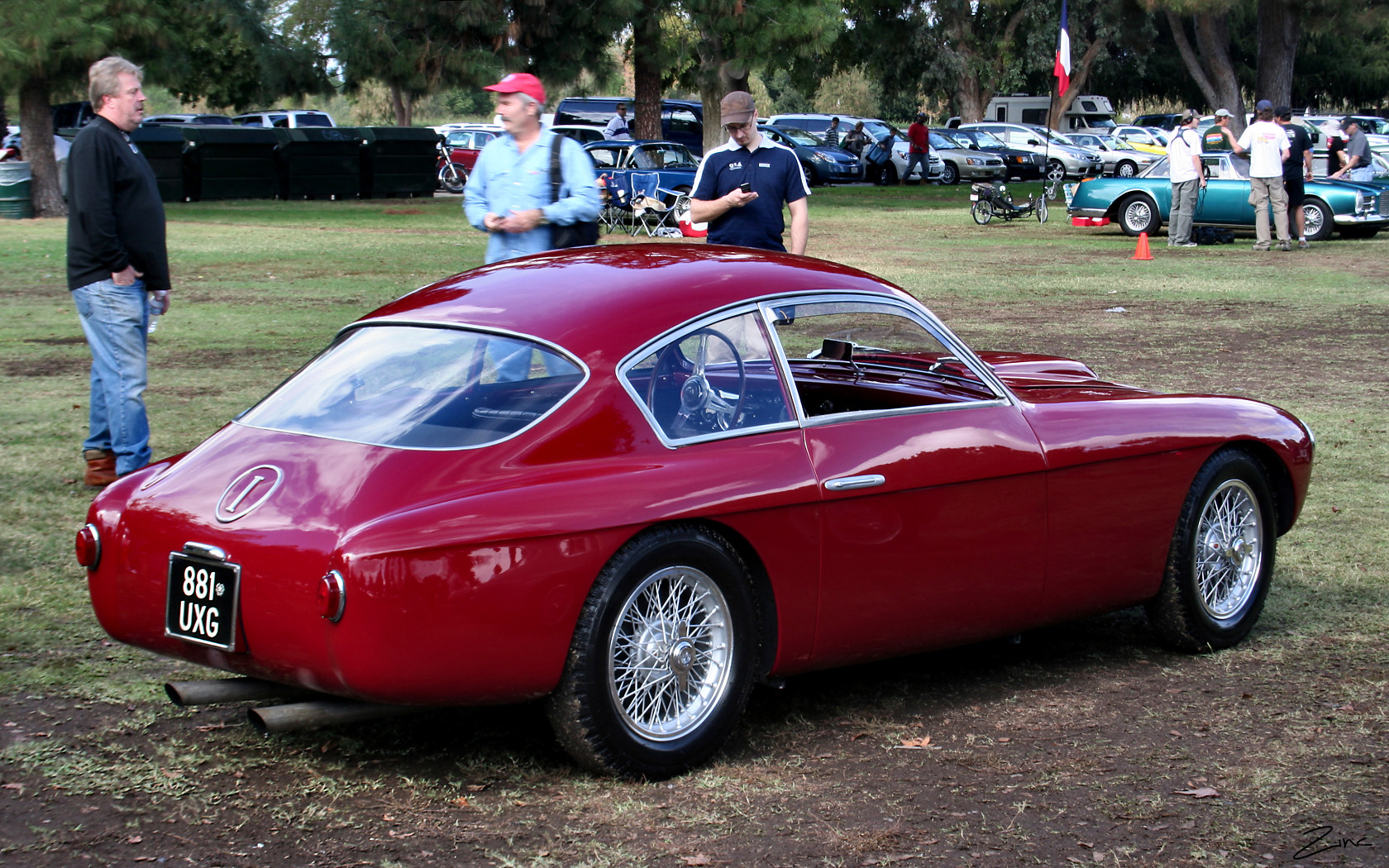
Fiat 8V. Zagato
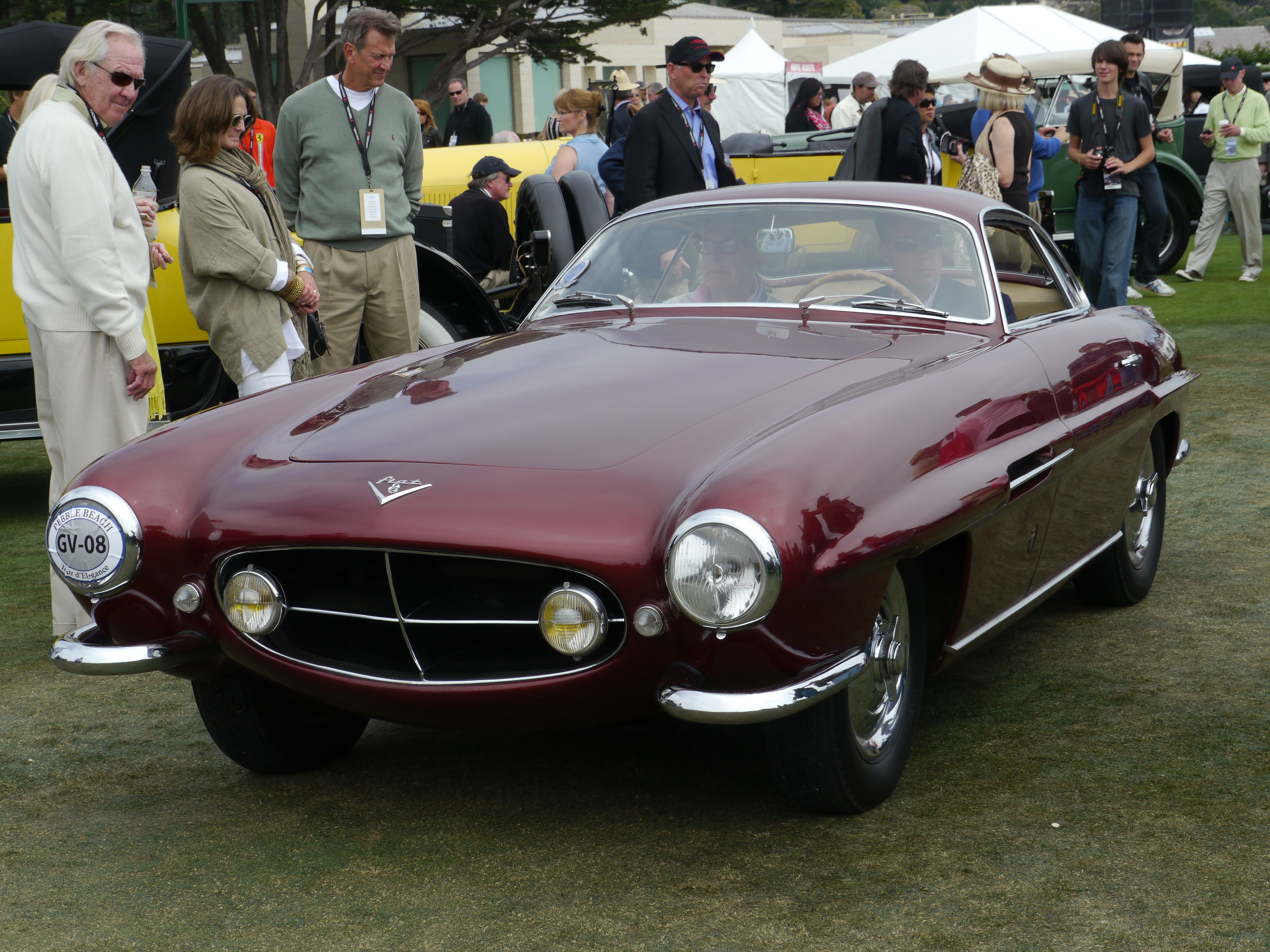
Fiat 8V. Ghia Supersonic. 1953
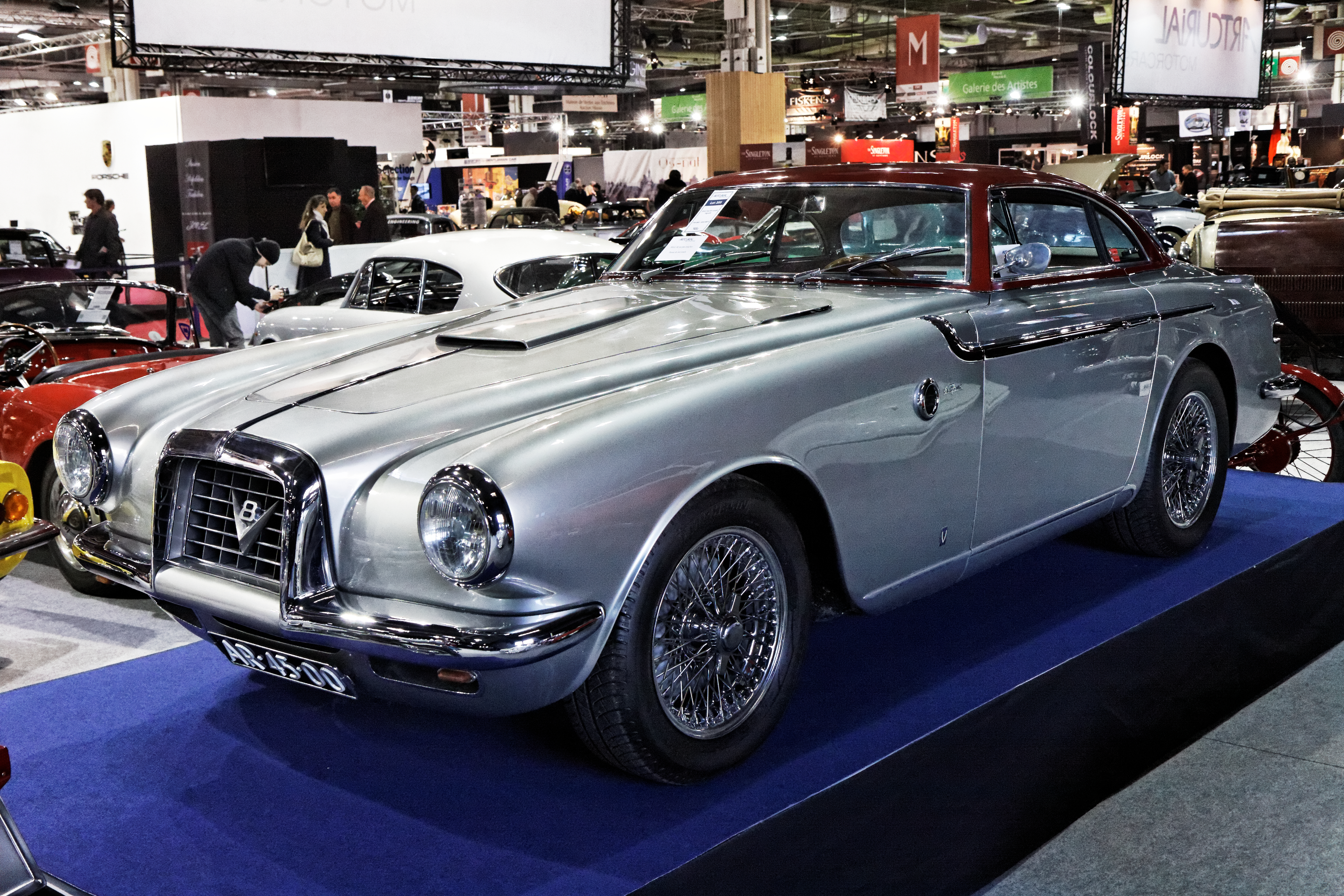
Fiat 8V. Coupé. Vignale. 1953